# Thạch Trị
Thạch Trị là một xã thuộc thành phố Hà Tĩnh, tỉnh Hà Tĩnh, Việt Nam.

## Vị trí địa lý
Tiếp giáp các xã: Thạch Lạc, Thạch Văn, Thạch Thắng của Tp. Hà Tĩnh.

## Hành chính
Xã có 11 xóm: Lạc Đạo, Đồng Hà, Phúc Lưu, Đồng Thiện, Đồng Khánh, Đông Hồng, Bắc Dinh, Đại Tiến(Làng Khe),...

## Di tích và danh thắng
- Miếu Ao
- Đền Cả